# Myxobolus lintoni
Myxobolus lintoni is een microscopische parasiet uit de familie Myxobolidae. Myxobolus lintoni werd in 1893 beschreven door Gurley. 